# Lukas Wetterberg
Hans Lukas Wilhelm Wetterberg, född 13 januari 2006 på Lidingö utanför Stockholm, är en svensk skådespelare.
Wetterberg har bland annat medverkat i TV-serierna Björnstad från 2020 och Clark från 2022. Han har även medverkat i filmen Eva & Adam från 2021.

## Filmografi (i urval)
- 2020 – Björnstad (TV-serie)
- 2021 – Eva & Adam
- 2022 – Clark (TV-serie)
- 2024 – Beck – Vilhelm